# Gmach Urzędu Wojewódzkiego w Krakowie
Gmach Urzędu Wojewódzkiego w Krakowie – zabytkowy budynek administracyjny, oddany do użytku w 1900 roku, mieszczący siedzibę władz województwa małopolskiego m.in. wojewody małopolskiego, położony w Krakowie przy ulicy Basztowej 22.

## Historia
Decyzja o budowie gmachu zapadła pod koniec XIX wieku, dla pomieszczenia urzędów Starostwa Krakowskiego. Pod koniec 1896 roku wykupiono za sumę 120 tys. zł grunt na Kleparzu pod nowy budynek, który miał być siedzibą instytucji administracji rządowej. Nazywany był ówcześnie Pałacem Delegackim, gdyż oficjalna nazwa starosty brzmiała: Cesarsko-Królewski Delegat Namiestnictwa. Gmach C.K. Starostwa został zaprojektowany w Namiestnictwie Lwowskim przez architekta Alfreda Broniewskiego na planie litery „U”, typowym dla gmachów budynków rządowych, wznoszonych pod koniec XIX wieku w Galicji. Główne wejście oraz narożniki podkreślono wysuniętymi ryzalitami. Główna klatka schodowa do dziś zachowała reprezentacyjny wystrój z kamiennymi schodami, tralkową balustradą i architektoniczną dekoracją ścian. Budowę prowadziła firma Sebastiana Jaworzyńskiego, a nadzorował ją radca budowlany Starostwa Józef Sare. W 1902 roku w budynku zainstalowano piece z kaflarni Maurycego Barucha, a prace malarskie wykonał Antoni Tuch. W czerwcu 1903 roku do nowego budynku przewieziono meble i wyposażenie urzędowe z dotychczas zajmowanych przez Starostwo lokali przy Rynku Głównym.
Po odzyskaniu niepodległości, w 1921 roku, gmach stał się siedzibą wojewody krakowskiego. Na pierwszym piętrze mieściły się wówczas pomieszczenia reprezentacyjne oraz służbowe mieszkanie wojewody i wicewojewody.
W 1930 roku nadbudowano trzecie piętro, oddzielone od niższych gzymsem, które ogólną formą nawiązywało do starszych, niższych pięter (m.in. czerwono-ceglaną oraz białą w narożnikach i na środku fasady elewacją), ale pozostawało oszczędniejsze w detalach, co jego styl bardziej by kierowało w kierunku obowiązującego ówcześnie modernizmu. Wpływ na nadbudowę gmachu Urzędu Wojewódzkiego miało również powstanie 5 lat wcześniej w sąsiedztwie gmachu NBP, celem zrównania się z nim wysokością. Nadbudowa sprawiła, że gmach w ogólnych proporcjach stał się cięższy i masywniejszy.
Po zajęciu Krakowa przez wojska niemieckie we wrześniu 1939 roku budynek urzędu wojewódzkiego został zajęty przez oddziały wojskowe.
W 1960 roku dobudowano czwarte skrzydło od ulicy Worcella, zamykając w ten sposób dziedziniec jako wewnętrzny.
Po 1950 roku budynek pełnił funkcję siedziby Wojewódzkiej Rady Narodowej. W 1973 przywrócono stanowisko wojewody, jednak wkrótce, w 1975 roku w ramach reformy administracyjnej utworzono niewielkie Województwo Miejskie Krakowskie, skutkiem czego przestał istnieć tu Urząd Wojewódzki, a jego kompetencje na obszarze nowego województwa przejął Urząd Miasta Krakowa. Po 1990 urzędował tutaj Wojewoda Krakowski, a od 1999 roku – wojewoda Małopolski.

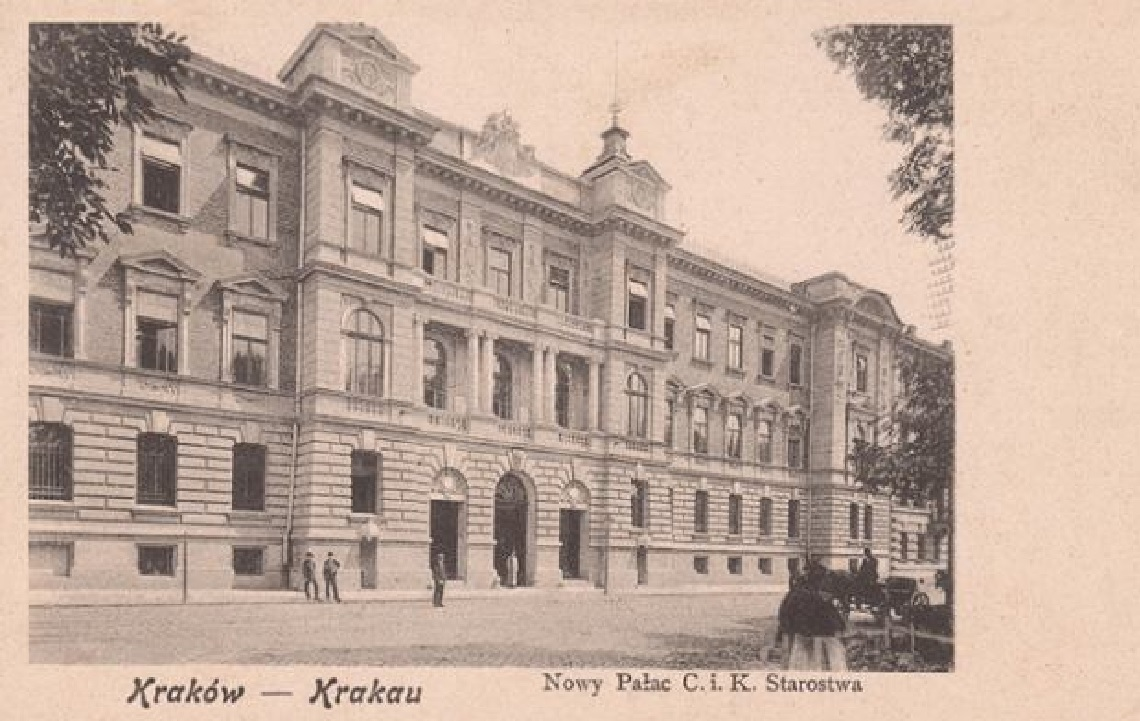
Pałac C.K. Starostwa w latach między 1900 a 1918, przed nadbudową z roku 1930
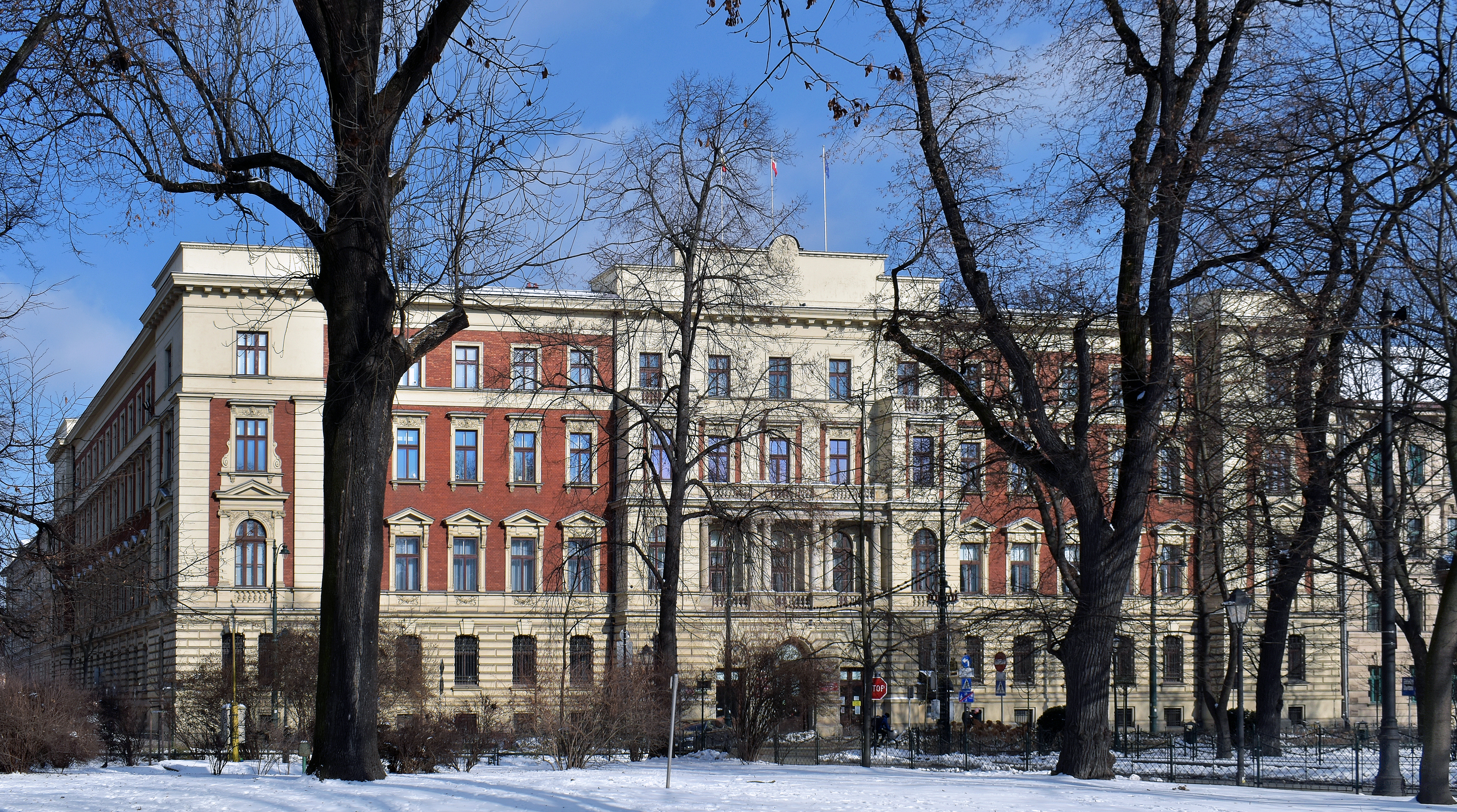
... i w roku 2021

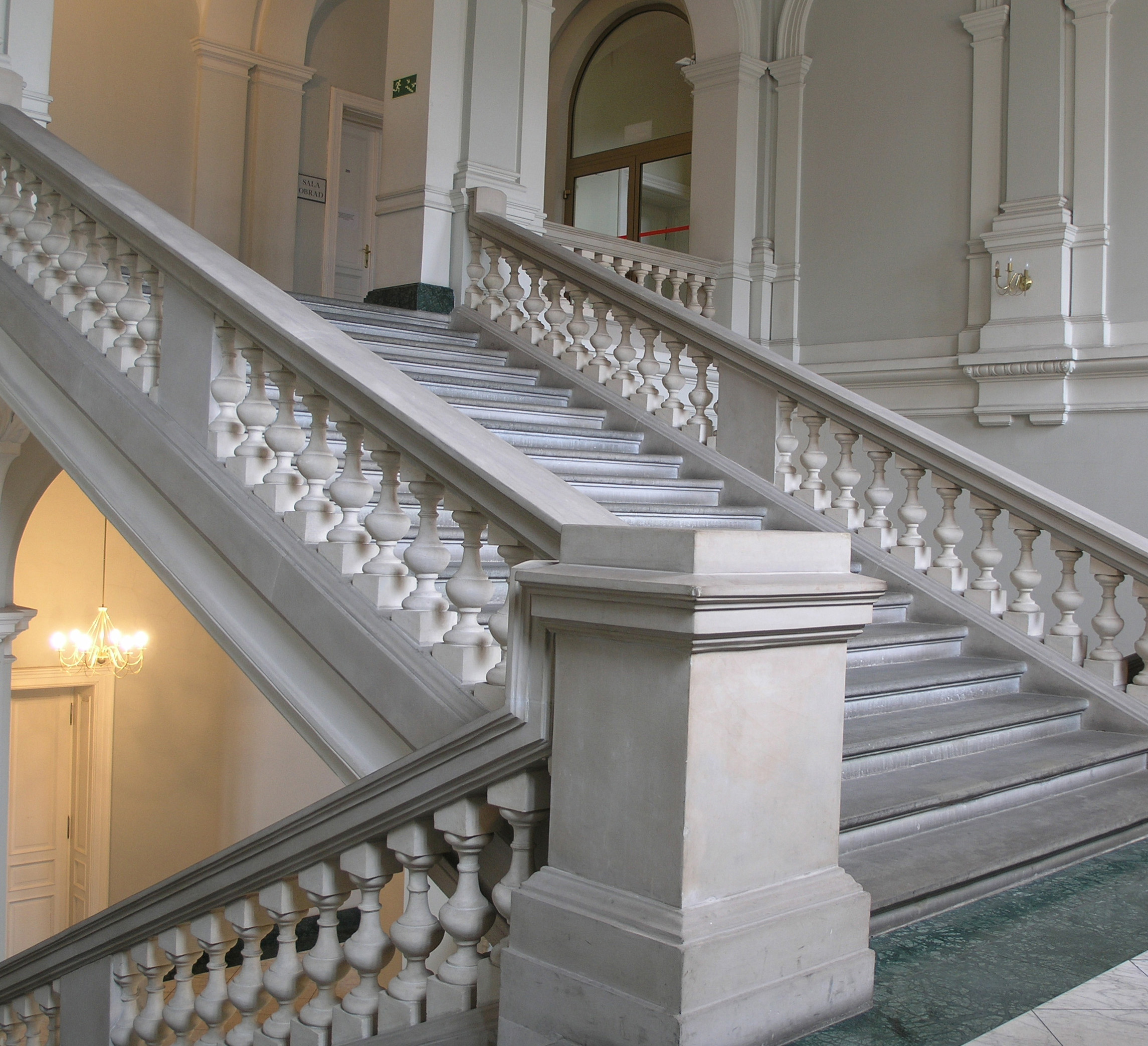
Wnętrza, klatka schodowa
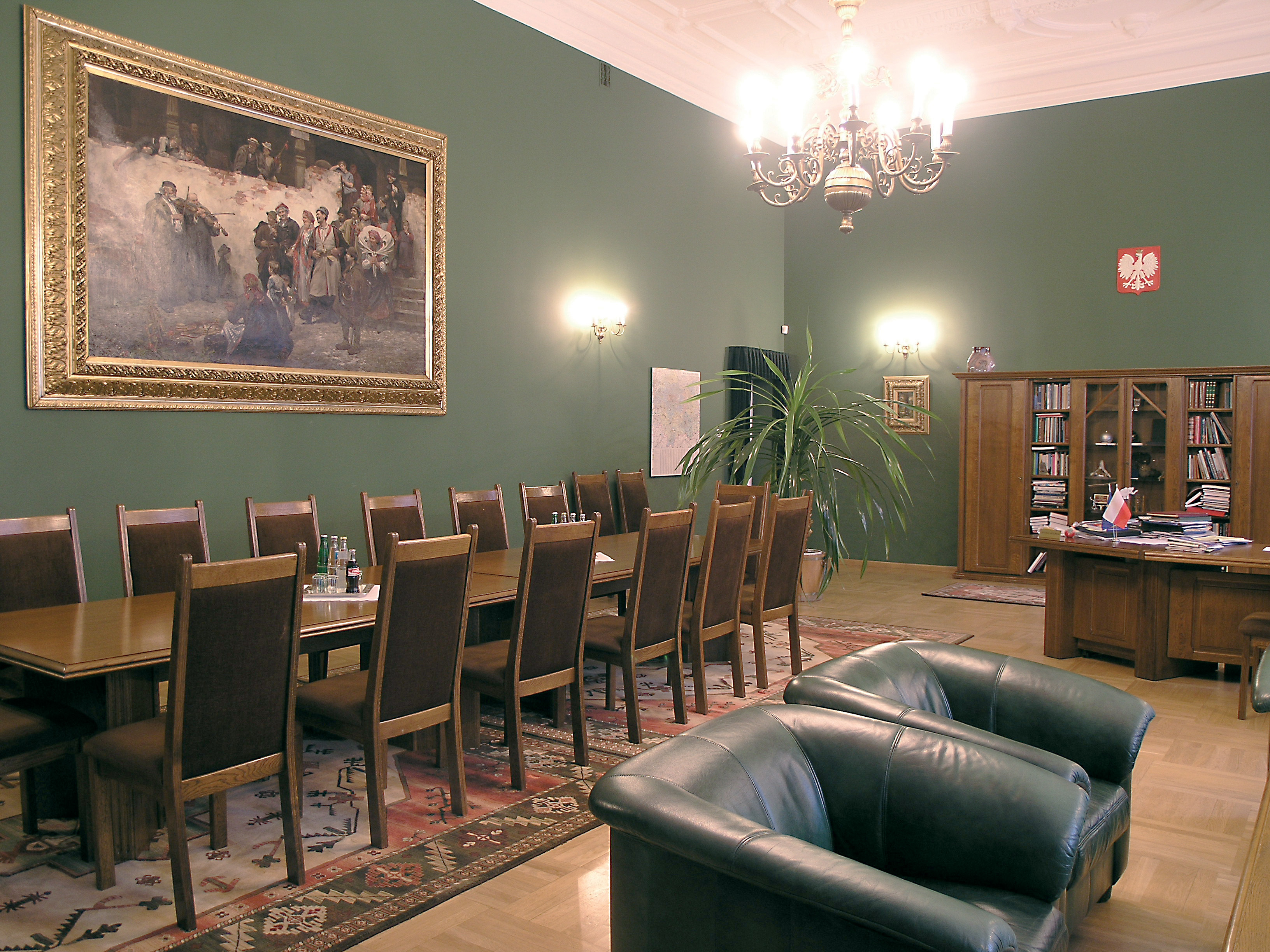
Wnętrza
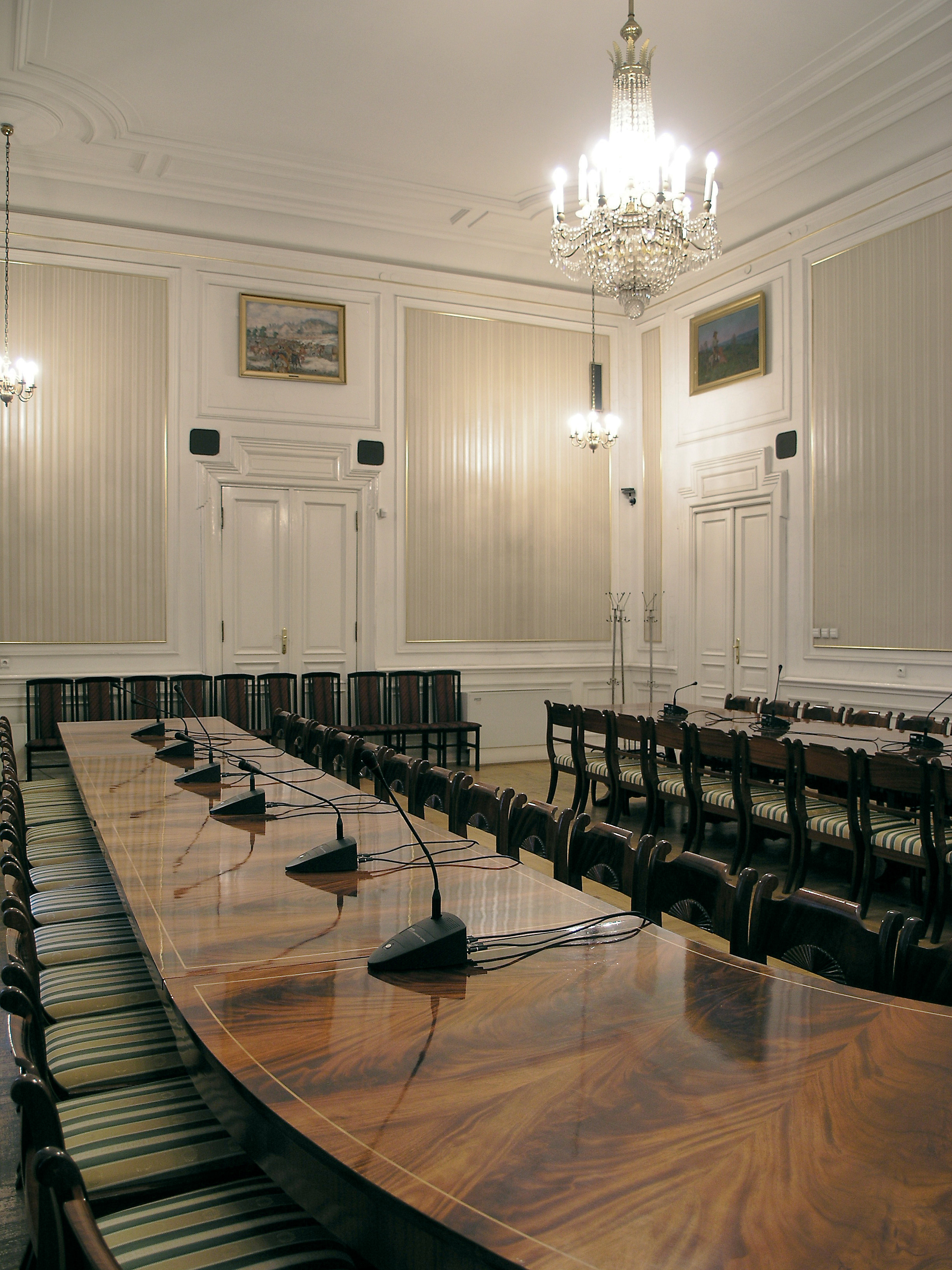
Wnętrza